# Kalimnos
Kalimnos (gr. Κάλυμνος) – grecka wyspa w archipelagu Dodekanezu, słynąca z połowu gąbek, zaludniona przez około 18 000 osób. Stolicą wyspy jest Kalimnos.
Leży w administracji zdecentralizowanej Wyspy Egejskie, w regionie Wyspy Egejskie Południowe, w jednostce regionalnej Kalimnos, w gminie Kalimnos.
W związku z katastrofą gospodarczą, jaką była dla poławiaczy gąbek choroba kolonii gąbek, mająca miejsce w 1986 roku, obecnie jedynie kilka łodzi wypływa na połów. Przetwarzane na miejscu gąbki pochodzą z Karaibów i krajów azjatyckich.
Wyspa jest słabo rozwinięta, jeśli chodzi o infrastrukturę turystyczną. Jedyną atrakcją są liczne magazyny i sklepy z gąbkami z Kalimnos oraz unikatowe Muzeum Poławiaczy Gąbek. Skromne, lecz interesujące zbiory muzeum obrazują wielusetletnią historię tego zajęcia, wiążące się z nim zagrożenia, techniczne szczegóły rzemiosła oraz zwyczaje.
Wyspa jest ważnym terenem wspinaczkowym oferującym ponad 2000 dróg o zróżnicowanych trudnościach.